# Ґамера проти Джайгера
«Ґамера проти Джайгера» (яп. ガメラ対大魔獣ジャイガー, ґамера тай дайма дзяйга) — японський дайкайдзю-фільм режисера Норіаки Юасі, шостий про черепаху Ґамера і перший про Джайгера. У зарубіжному прокаті фільм також виходив під назвами «Ґамера проти Монстра X» і «Війна чудовиськ». Світова прем'єра відбулася 21 березня 1970 року, через майже п'ять років після першого фільму. Це останній Сівба-фільм з Ґамерою, який отримав схвальні відгуки фанів і мав великий успіх за межами Японії.
Реліз повної версії фільму на DVD відбувся 21 вересня 2010. На додаток на тому ж диску випущений попередній фільм — «Ґамера проти Ґірона».

## Сюжет
Нічого не підозрюючи, археологи викопують із землі стародавню статую на віддаленому острові в Тихому океані. Як виявляється, ця статуя стримувала в горах страхітливого схожого на кабана монстра Джайгера. Тепер прилетілій в черговий раз черепасі Ґамері належить зіткнутися зі ще сильнішим і небезпечнішим ворогом: Джайгер може стріляти шипами з отворів на голові, притягувати величезні предмети присосками на лапах, а також стріляти тепловим променем, який руйнує все на молекулярному рівні, і здатний літати. Крім того, на кінці хвоста у Джайгера є яйцеклад, яким він може ввести свою личинку у ворога, але про це навіть ніхто не здогадується. Знерухомивши Ґамеру після короткої сутички, Джайгер направляється до Японії, слідом за вивезеною в поспіху статуєю. Поки Ґамера намагається покинути острів, Джайгер вже починає руйнувати Осаку…

## У головних ролях
- Цутому Такакува — «Хіросі;»
- Келлі Варіс — «Томмі Вільямс;»
- Кетерін Мерфі — «Сьюзен Вільямс;»
- Ідзумі Уменосуке — «Ґамера.»

## В американському прокаті
Це останній фільм про Ґамеру, який поширювався в США під проводом American International Pictures. Назву було змінено на «Ґамера проти Монстра X». Пізніше кайдзю з таким ім'ям з'явився у фільмі «Годзілла: Фінальні війни», що знизило популярність американської версії фільму, що вийшла на DVD в тому ж 2004 році.

## Цікаві факти
- Для дорослого Джайгера і його дитинча використовувався один і той самий костюм.
- Подорож на жовтій субмарині є відсиланням до фільму «Ґамера проти Віраса».
- На початку фільму мигцем показана карта з передбачуваним місцезнаходженням континента Мю.